# Mollas, Elbasan
Mollas, Elbasan là một xã trong quận Elbasan thuộc hạt Elbasan, Albania. Dân số năm 2005 là 6988 người.